# John Russell (peintre)
Pour les articles homonymes, voir John Russell et Russell.
John Russell, né le 29 mars 1745 à Guildford et mort le 20 avril 1806 à Kingston-upon-Hull, est un peintre britannique portraitiste à l’huile et au pastel, graveur et écrivain.

## Biographie
À partir de 1762, il étudie avec Francis Cotes (1725-1770), portraitiste dont les meilleures œuvres sont des pastels et qui avait étudié avec Rosalba Carriera.
Il voyage en Angleterre, à Cambridge et à Brighton en 1772, à Kidderminster et à Shrewshary en 1777, à Worcester en 1780, et dans le Pays de Galles en 1781. 
Associé à la Royal Academy en 1772, il y expose en 1781, son œuvre Petite fille présentant des cerises. Il en devient membre en 1788. Il est nommé 'Painter to the King and Princes of Wales' en 1790 avant de devenir 'Painter to the King and Princes of Wales and also to the Duke of York' en 1792. 
Il a douze enfants dont six seulement atteignent la maturité. Henrietta épouse en 1800 Robert Shurlock de Chertsey, proche de la résidence de Russell à Guildford, dans le Surrey. Ann Russell devint peintre de genre et portraitiste. Il est aussi le père de William R. John Russel.

## Œuvre
- Portrait de dame, 1768, huile sur toile, 63 × 76 cm, Centre d'art britannique de Yale, New Haven[2]
- Petite fille présentant des cerises, 1780, pastel sur papier bleu, 61 × 46 cm, Musée du Louvre, Paris[3]
- Portrait de Francesco Bartolozzi (1727-1815), 1789, pastel sur papier beige marouflé sur toile, 61 × 46 cm, Cabinet des dessins, Musée du Louvre, Paris[4]
- Portrait de femme, de trois quarts à gauche, vue à mi-corps, 1790, pastel sur papier beige marouflé sur toile, 61 × 46 cm, Cabinet des dessins, Musée du Louvre, Paris[5]
- Samuel Moody l'ancien, vers 1790, pastel sur papier, 60 × 45 cm, Dulwich Picture Gallery, Londres[6]
- Portrait de George de Ligne Gregory (1740 - 1822), 1793, pastel sur papier marouflé sur toile, 76 × 63 cm, Getty Center, Los Angeles[7]
- Portrait de Mary Jean ( 1766-1850) et de ses deux fils Thomas ( 1794-après 1797) et John ( 1795-1825), 1797, pastel sur papier blanc marouflé sur toile, 100 × 80 cm, Cabinet des dessins, Musée du Louvre, Paris[8]
- Mrs. Robert Shurlock (Henrietta Ann Jane Russell, 1775–1849) et sa fille Ann, 1801, pastel sur papier marouflé sur toile, 60 × 45 cm, Metropolitan Museum, New York[9]

"
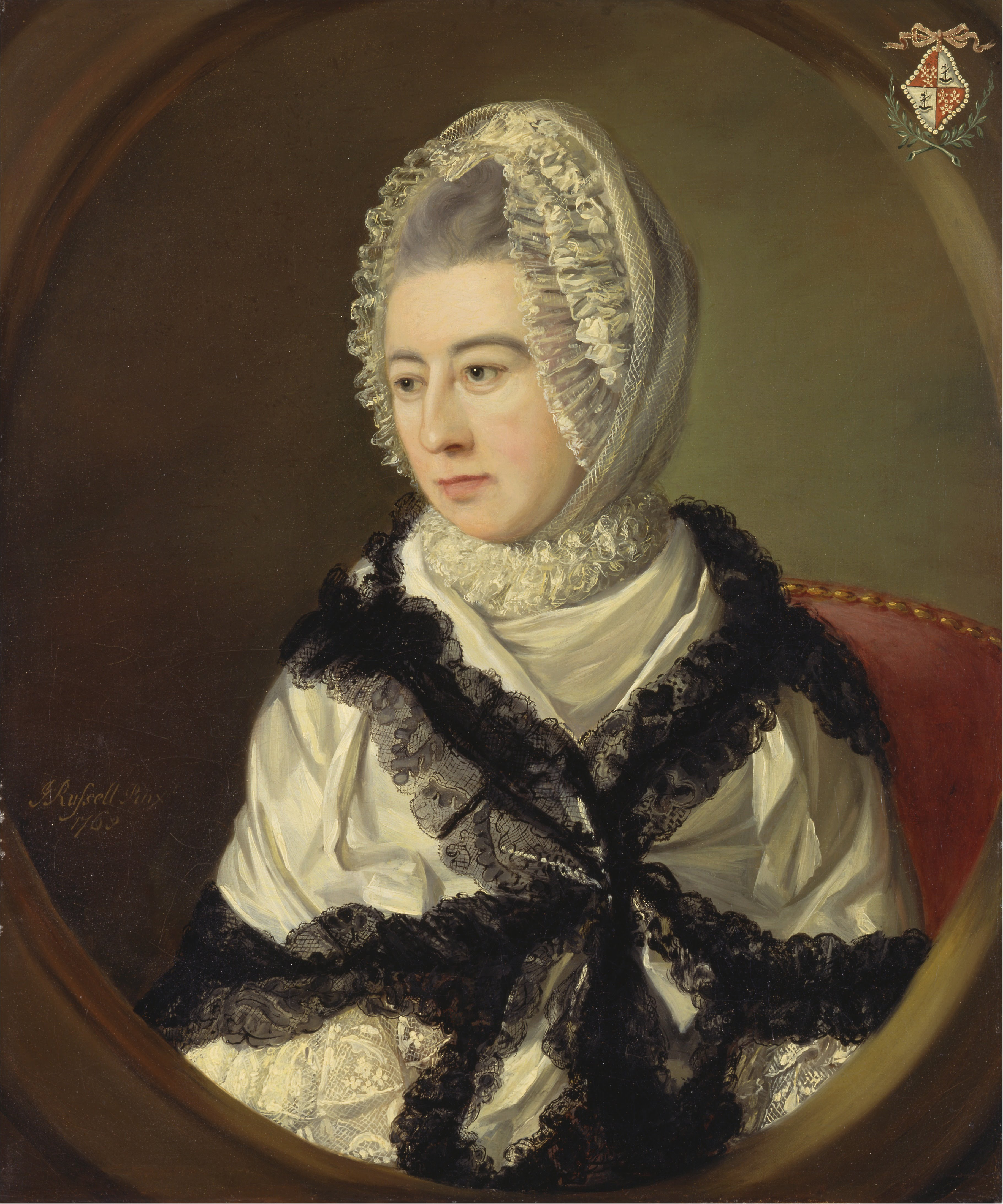
Portrait de dame, 1768 Yale, New Haven
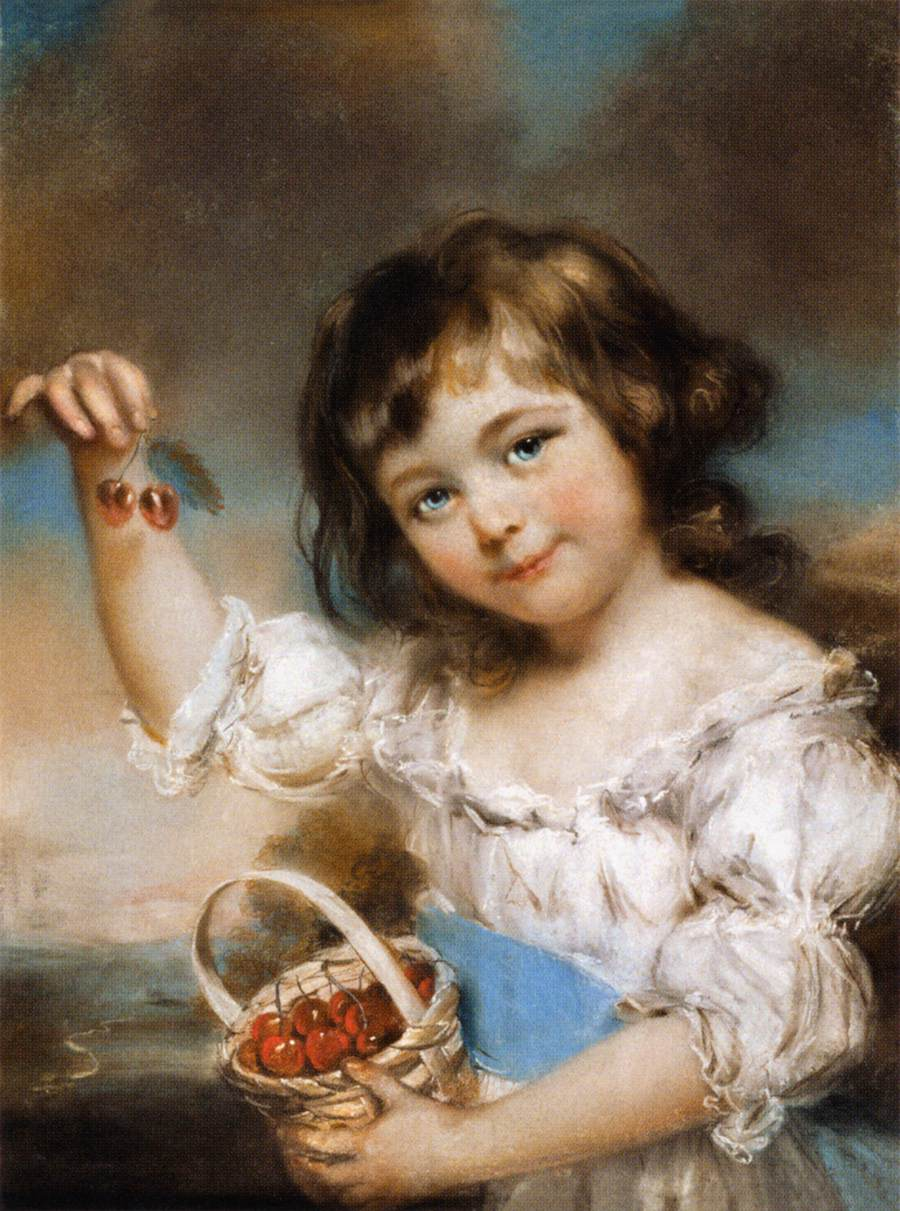
Petite fille aux cerises, 1780 Musée du Louvre
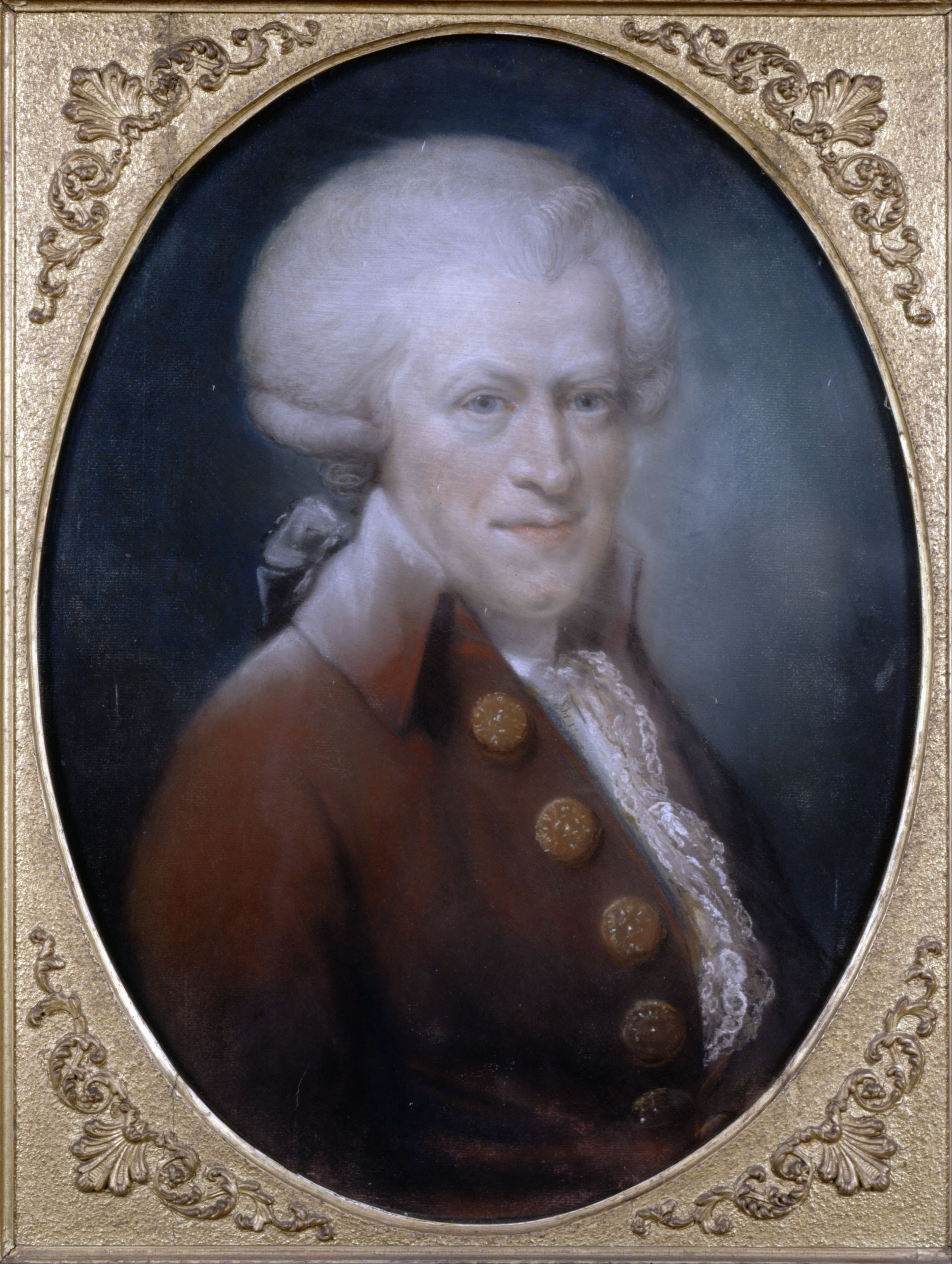
Samuel Moody, vers 1790 Dulwich Gallery
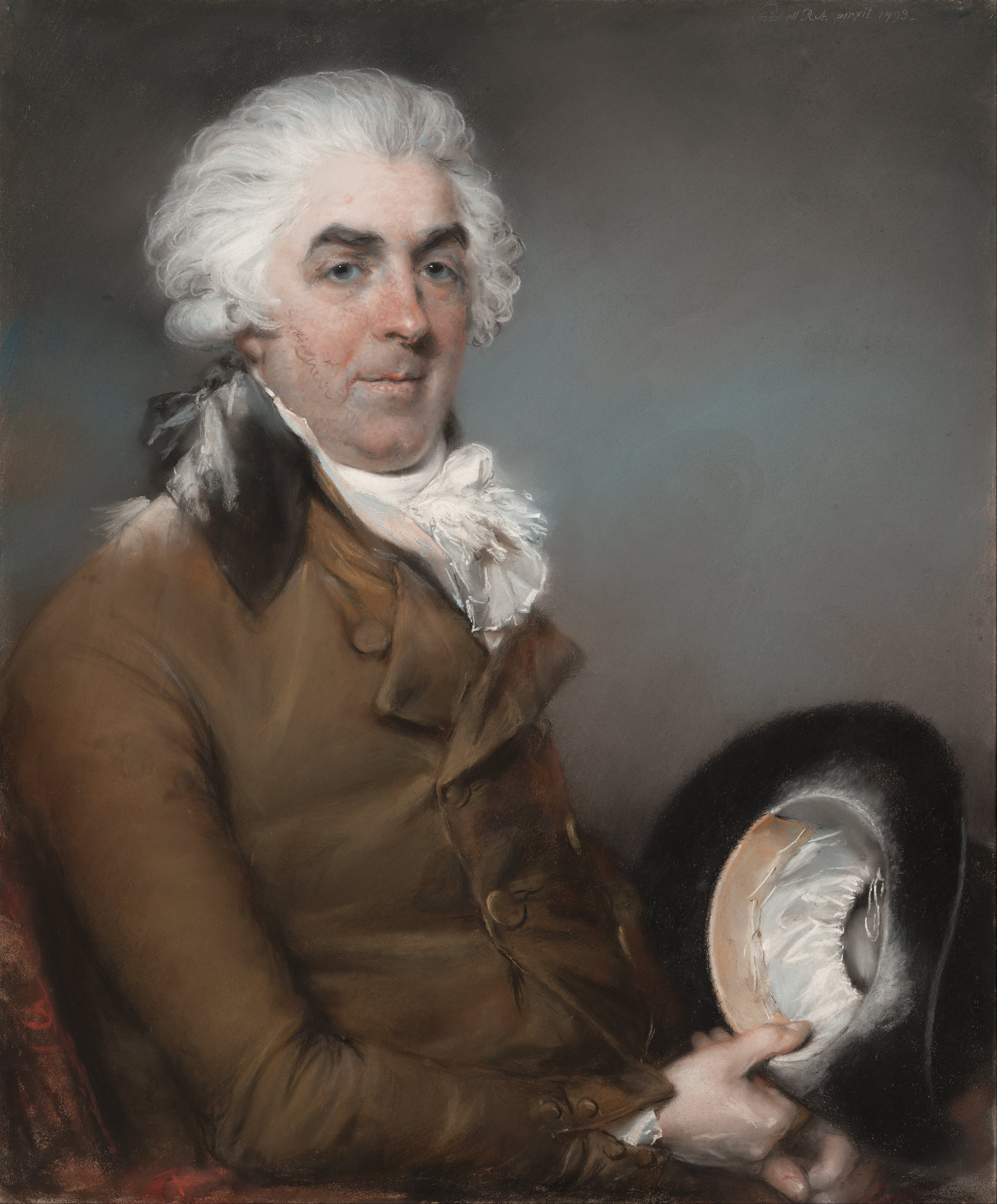
George de Ligne, 1793 Getty Center
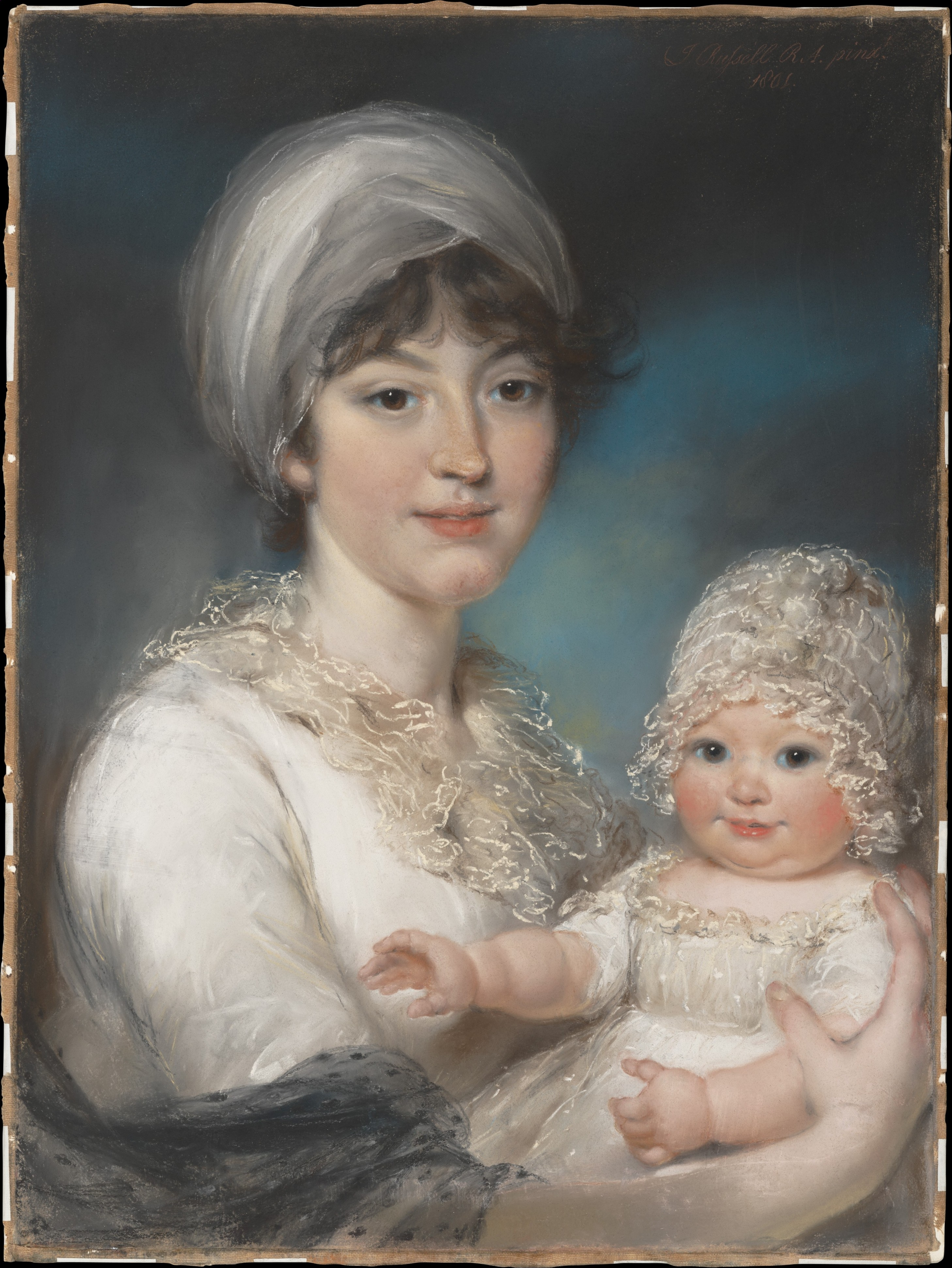
Henrietta Russell, 1801 Metropolitan Museum

Il écrit des ouvrages théoriques dont 'Elements of Painting with Crayons', publié en 1772.